# St. Gallen Symposium
Het St. Gallen Symposium (eerder bekend als: het International Management Symposium en het ISC-Symposium) is een jaarlijks terugkerende conferentie die wordt gehouden op de Universität Sankt Gallen in Sankt Gallen, Zwitserland en is gericht op het bevorderen van de intergenerationele en interculturele dialoog tussen de beslissers van vandaag en morgen. Het symposium stelt zich ten doel om bij te dragen aan het behoud en de verdere ontwikkeling van een sociale en liberale economische orde.
Het St. Gallen Symposium is opgericht in antwoord op de internationale studenten opstanden van 1968 en wordt sindsdien georganiseerd door het International Students Committee (ISC), een studenteninitiatief op de University of St. Gallen. Dit platform verwelkomt ieder jaar ruim 1000 deelnemers en is een van de grootste en meest vooraanstaande evenementen volledig door studenten georganiseerd. Persoonlijkheden als Josef Ackermann, Mohammad Khatami, Robert Dudley, Christine Lagarde en Ratan Tata hebben de afgelopen jaren deelgenomen aan het symposium.